# Poecilotriccus
Poecilotriccus es un género de aves paseriformes perteneciente a la familia Tyrannidae que agrupa a especies nativas de la América tropical (Neotrópico), donde se distribuyen desde el sur de México a través de América Central y del Sur hasta el norte de Argentina. A sus miembros se les conoce por el nombre popular de titirijíes, y también tiranuelos, espatulillas o pico chatos entre otros.

## Etimología
El nombre genérico masculino «Poecilotriccus» se compone de las palabras del griego «poikilos» que significa  ‘multicolor’, ‘manchado’, y « τρικκος trikkos»: pequeño pájaro no identificado; en ornitología, «triccus» significa «atrapamoscas tirano».

## Características
Son pequeños tiránidos midiendo alrededor de 9,5 cm de longitud. Difieren de los titirijiés del género Todirostrum por ser menos arborícolas, y por consiguiente, tienden a ser más difícilmente vistos. Varias especies son de patrón atractivamente colorido, y la mayoría son bastante raras o habitan en zonas muy restringidas; unas pocas presentan dimorfismo sexual, lo que es raro entre los tiránidos. Así como los Todirostrum, exhiben una postura más horizontal que los titirijíes del género Hemitriccus y así como éstos, forrajean principalmente en vuelos ascendentes para la parte de abajo de las hojas.

## Lista de especies
De acuerdo a las clasificaciones del Congreso Ornitológico Internacional (IOC) y Clements Checklist/eBird el género agrupa a las siguientes especies con el respectivo nombre popular de acuerdo con la Sociedad Española de Ornitología (SEO):
| Imagen | Nombre científico          | Autor                             | Nombre común          | Estado de conservación | Distribución |
| ------ | -------------------------- | --------------------------------- | --------------------- | ---------------------- | ------------ |
|        | Poecilotriccus ruficeps    | (Kaup, 1852)                      | titirijí capirrufo    | LC                     |              |
|        | Poecilotriccus luluae      | N. K. Johnson & R. E. Jones, 2001 | titirijí de Lulu      | EN                     |              |
|        | Poecilotriccus albifacies  | (Blake, 1959)                     | titirijí cariblanco   | LC                     |              |
|        | Poecilotriccus capitalis   | (P.L. Sclater, 1857)              | titirijí pío          | LC                     |              |
|        | Poecilotriccus senex       | (Pelzeln, 1868)                   | titirijí carirrosa    | LC                     |              |
|        | Poecilotriccus russatus    | (Salvin & Godman, 1884)           | titirijí bermejo      | LC                     |              |
|        | Poecilotriccus plumbeiceps | (Lafresnaye, 1846)                | titirijí cabecicanela | LC                     |              |
|        | Poecilotriccus fumifrons   | (Hartlaub, 1853)                  | titirijí frentigrís   | LC                     |              |
|        | Poecilotriccus latirostris | (Pelzeln, 1868)                   | titirijí frentirrojo  | LC                     |              |
|        | Poecilotriccus sylvia      | (Desmarest, 1806)                 | titirijí gris         | LC                     |              |
|        | Poecilotriccus calopterus  | (P.L. Sclater, 1857)              | titirijí alidorado    | LC                     |              |
|        | Poecilotriccus pulchellus  | (P.L. Sclater), 1874              | titirijí dorsinegro   | LC                     |              |

## Taxonomía
Las especies albifacies, capitalis, senex, russatus, plumbeiceps, fumifrons, latirostris, sylvia y calopterus estaban situadas anteriormente en el género Todirostrum pero evidencias morfológicas justificaron su transferencia para el presente género.
Los amplios estudios genético-moleculares realizados por Tello et al. (2009) descubrieron una cantidad de relaciones novedosas dentro de la familia Tyrannidae que todavía no están reflejadas en la mayoría de las clasificaciones. Siguiendo estos estudios, Ohlson et al. (2013) propusieron dividir Tyrannidae en  cinco familias. Según el ordenamiento propuesto, Poecilotriccus pertenece a la familia Rhynchocyclidae Berlepsch, 1907, en una nueva subfamilia Todirostrinae Tello, Moyle, Marchese & Cracraft, 2009 junto a Taeniotriccus, Cnipodectes, Todirostrum, Myiornis, Hemitriccus, Atalotriccus, Lophotriccus y Oncostoma. El Comité Brasileño de Registros Ornitológicos (CBRO) adopta dicha familia, mientras el Comité de Clasificación de Sudamérica (SACC) aguarda propuestas para analisar los cambios.